# خنمت‌نفرحدجت‌ورت دوم
خنمت‌نفرحدجت‌ورت دوم (انگلیسی: Khenemetneferhedjet Weret II؛ ‏مصری باستان: ẖnm.t nfr-ḥḏ.t-Wrt) یک ملکه همسر در مصر باستان در دوران حکمفرمایی دودمان دوازدهم مصر بود. وی همسر بزرگ سلطنتی سنوسرت سوم بود.
او یکی از چهار همسر شناخته‌شدهٔ سنوسرت سوم بود؛ سه نفر دیگر عبارت‌اند از: مِرِت‌سِگِر، نِفِرْحِنوت و احتمالاً سات‌حوت‌حوریونت. نام «خنمت‌نفرحدجت» در آن دوران به‌عنوان لقبی سلطنتی نیز استفاده می‌شد و معنای آن «یگانه با تاج سفید» است (تاج سفید نماد سلطنت بر مصر علیا بود). این ملکه بر روی دو تندیسِ سنوسرت سوم ذکر شده است: یکی در موزه بریتانیا و دیگری در موزه مصر (که در هراکلئوپولیس کشف شده بود). آرامگاه او، که با عنوان «هرم نهم» شناخته می‌شود، در مجموعه هرم‌های دهشور قرار دارد. جواهرات او در سال ۱۹۹۴ در همان محل کشف شد.
القاب او عبارتند از: همسر پادشاه و سرور عصای سلطنتی (wr.t-ḥt=s) – لقبی نشان‌دهنده جایگاه بالای او در دربار
با توجه به بررسی‌های پژوهشگران، آرامگاه او پیش از نخستین کاوش‌ها کاملاً غارت شده بود. مومیایی‌اش برای یافتن جواهرات به‌شدت آسیب دیده بود. با این حال، تحلیل‌های انجام‌شده بر روی بقایای جسد نشان داد که او چپ‌دست بوده و لبه‌های بینی او تیز و بلند بوده‌اند که به‌طور تیپیک به صفات چهرهٔ «قفقازی» (Caucasoid) تعبیر شده‌اند. همچنین، آثار موجود نشان می‌دهد که او زندگی راحت و اشرافی‌ای داشته، تقریباً هیچ‌گونه کار فیزیکی نکرده و به احتمال زیاد تا دههٔ هفتم زندگی (بالای ۷۰ سال) زیسته است. تدفین او نیز متناسب با مقام سلطنتی‌اش انجام شده بود.